# 대구도림초등학교
대구도림초등학교(大邱都林初等學校)는 대한민국 대구광역시 달성군에 있는 공립 초등학교이다.

## 연혁
- 2004-03-01 대구도림초등학교로 개교(21학급 편성,유치원 개원) 초대 김태일 교장 취임
- 2005-03-01 대구광역시교육청 문화예술교육(무용) 연구학교 운영
- 2006-02-01 2006 환경보전시범학교 운영(달성군청 지정)
- 2006-09-01 제2대 오재경 교장 취임
- 2007-09-21 미술실 설치
- 2007-11-20 체육창고 설치
- 2008-03-01 초등학교 26학급(특수 1학급 포함)
- 2009-02-12 제5회 졸업식(남60, 여46, 계:106명)
- 2009-03-01 초등학교 24학급(특수 1학급 포함)
- 2010-02-10 제6회 졸업식(남68명, 여66명 총계 134명)
- 2010-03-01 대구광역시교육청지정 영재교육 시범학교
- 2010-03-01 제3대 강현수 교장 취임
- 2010-03-01 초등 22학급, 특수1학급, 유치원 2학급, 종일반 1학급 편성
- 2010-12-22 대구광역시 장학활동 우수교 표창
- 2010-12-30 대구광역시 이러닝 활성화 최우수교 표창
- 2011-02-16 제7회 졸업식(남50명,여38명,총 88명)
- 2011-03-01 대구광역시교육청지정 영재교육 거점학교(1년)
- 2011-03-01 초등 22학급, 특수 1학급, 유치원 2학급, 종일반 1학급 편성
- 2011-06-13 아토피 천식 등 환경성 질환 관련 선도학교 지정
- 2011-09-01 대구광역시교육청지정 주5일수업제 우선시범학교 운영
- 2011-12-12 이러닝 활성화 우수교 표창
- 2011-12-13 대구광역시 초등영어교육 리더학교
- 2011-12-30 대구광역시 학교정보공시 우수교 표창
- 2012-02-16 제8회 졸업식(졸업생 총 수 103명)
- 2012-03-01 제4대 최방미 교장 취임
- 2012-03-01 23학급 편성(특수1학급),유치원 2학급,종일반 2학급 편성
- 2012-07-03 제32회 대구광역시 교육자료전시회 우수학교
- 2012-08-03 제67회 전국남녀종별 농구선수권대회 우승
- 2012-10-21 윤덕주배 2012 연맹회장기 전국남녀초등학교 농구대회 준우승
- 2012-11-30 교육복지우선지원사업 우수학교 표창
- 2012-12-21 학교특색경영 최우수교 표창
- 2013-02-14 제9회 졸업식(남58명,여56명,총계 114명)
- 2013-03-01 25학급 편성(특수1학급),유치원 2학급,종일반 2학급 편성
- 2013-11-25 정보문화실천 유공학교 미래창조과학부 장관상 수상
- 2013-12-31 2013 제11회 전국 100대 교육과정 최우수학교 선정(교육부 장관 표창)
- 2014-01-15 2013학년도 학교평가 최우수
- 2014-02-14 제10회 졸업식(남64명,여44명,총계108명)
- 2014-03-01 25학급 편성(특수1학급),유치원 2학급,종일반 2학급 편성
- 2014-04-03 2014학년도 협력학습 실천학교 운영
- 2014-04-25 2014 학교단위 기초학력 다중지원 두드림학교 선정
- 2014-09-01 제5대 이규섭 교장 취임
- 2014-12-15 2014. 교육복지우선지원사업 우수학교 선정(교육감표창)
- 2014-12-15 2014. 청렴도 향상 의지 평가 최우수 학교(교육감표창)
- 2014-12-31 2014. 학교특색경영 최우수학교 (교육감표창)
- 2015-02-13 제11회 졸업식(남35명, 여29명, 총계 64명)
- 2015-03-02 초등 24학급, 특수 2학급, 유치원 2학급, 종일반 2학급 편성
- 2016-03-01 대구세천초등학교 개교와 함께 분리 이관
- 2017-03-01 대구서동초등학교 개교와 함께 분리 이관
- 2017-03-02 초등22학급(특수2학급) 편성
- 2017-08-18 '3월 교육활동 몰입의 달' 장착을 위한 학사 운영 자율화 모델학교 선정
- 2017-10-26 제18회 달성국악경연대회 우수학교(교육장)
- 2017-12-31 장학활동 우수학교(교육감)
- 2018-02-09 제14회 졸업식(남38명, 여27명, 총계 65명)
- 2018-03-01 초등 20학급, 특수 1학급 편성
- 2018-03-01 협력학습실천 선도학교, 쌀 중심 식습관 교육 실천학교 선정
- 2018-03-30 대구광역시 소년체육대회 농구 준우승
- 2018-05-03 학교 교문 이전
- 2018-10-08 놀이 문화 조성 학교 선정
- 2018-10-18 학교 폭력 제로학교 선정(교육감)
- 2018-10-25 제 18회 달성국악경연대회 우수(교육장)
- 2018-10-26 인성교육실천사례 연구대회 기관 우수(교육감)
- 2019-01-09 제 15회 졸업식(남 41명, 여 28명, 총계 69명)
- 2019-03-01 초등 20학급, 특수 1학급 편성
- 2019-03-30 2019 대구광역시소년체육대회 농구 초등학교 남자부 3위
- 2019-10-22 제20회 달성국악경연대회 우수
- 2019-11-25 2019 학교폭력예방 우수학교 표창
- 2020-01-10 제16회 졸업식(남 47명, 여35명, 총계 82명)
- 2020-03-01 제7대 배은희 교장 취임